# لی لیرونگ
لی لیرونگ (انگلیسی: Li Lirong؛ زادهٔ ۱۹ آوریل ۱۹۶۳) بازیکن زن هندبال اهل چین بود. وی در بازی‌های المپیک تابستانی ۱۹۸۸ شرکت کرده‌است.